# Toyota Alphard
Le Toyota Alphard est un grand monospace fabriqué par le constructeur automobile japonais Toyota principalement étudié pour le marché japonais.
Il rencontre toutefois un très gros succès sur le petit marché de Hong Kong et est commercialisé sur la plupart des marchés d'Extrême-Orient, en Russie, ainsi qu’en voitures d’occasion importées dans de très nombreux pays d’Afrique à conduite à droite.

## 1regénération (2002 - 2008)
La première génération d'Alphard est lancée en mai 2002 au Japon.
Ce gros monospace succède alors aux Grand Hiace et GranVia.
La gamme se compose d'un 4 cylindres 2,4 litres, d'un V6 3 litres, tous les deux à essence, et d'une version hybride, dont le 4 cylindres essence de 131 ch s'accouple à un bloc électrique de 24 ch.
Épaulant le monospace Estima, l'Alphard au style massif et aux portes arrière coulissantes rencontre immédiatement le succès.
Entre 2003 et 2005, les ventes au Japon vont chaque année dépasser les 80 000, permettant à l'Alphard de se maintenir, en 2004 et 2005, à la 14e place du marché. Bien qu'en baisse sensible à partir de 2006, les ventes resteront d'un bon niveau jusqu'au renouvellement de la gamme, début 2008.

## 2egénération (2008 - 2015)
L'Alphard est renouvelé en mai 2008. Sa gamme se scinde alors en deux versions puisque l'Alphard est épaulé par le Vellfire, d'apparence très légèrement différent mais partageant l'intégralité de sa technique.
Le style de cette deuxième génération d'Alphard reste dans l'esprit de celui, massif et qui a fait son succès, de la première version. Avec toutefois davantage de douceur dans les angles. Côté moteur, le 4 cylindres 2,4 litres est porté de 159 à 170 ch tandis que le V6 3 litres passe à 3,5 litres et de 220 à 280 ch. La version hybride, qui représentait à peine plus de 10 % des ventes, n'a pas été reconduite. Progrès en transmission également, puisque le V6 quitte sa boîte automatique 5 vitesses pour une 6 vitesses tandis que le 4 cylindres, auparavant doté d'une automatique à seulement 4 rapports, s'équipe d'un variateur CVT, transmission très populaire au Japon.
Les ventes de l'Alphard "2" peuvent paraître décevantes : alors que la première génération dépassait régulièrement les 80 000 unités annuelles au Japon, la deuxième mouture est tombée sous les 30 000 en 2009 pour remonter modestement à 35 700 en 2010. Mais il faut en réalité ajouter les scores impressionnants du Vellfire pour mieux évaluer le succès de ce modèle très convoité au Japon : les chiffres passent alors, au total, à 79 000 en 2009 (année de crise au Japon) et atteignent 96 600 en 2010.

## 3egénération (2015 -)
La troisième génération de Toyota Alphard est présentée au Japon en 2015.